# Victoria Motor Works
Die Victoria Motor Works waren ein britischer Automobilhersteller, der nur 1907 in Godalming (Surrey) ansässig war.
Der Victoria war ein typischer Tourenwagen mit 10-hp-Fafnir-Motor. Für den kleinen Motor war das Fahrzeug viel zu schwer.

## Quelle
- David Culshaw & Peter Horrobin: The Complete Catalogue of British Cars 1895–1975. Veloce Publishing plc. Dorchester (1997). ISBN 1-874105-93-6